# Summer in Paradise
A Summer in Paradise a The Beach Boys huszonhetedik stúdiólemeze, amely 1992-ben jelent meg. Az album mind a kritikusok, mind a rajongók szerint az együttes mélypontja, mert ez az egyetlen olyan lemezük, melyen egyáltalán nem működött közre a zenekar korábbi vezetője, Brian Wilson. Az album kereskedelmi szempontból is negatív rekord, ugyanis csupán 1000 példány kelt el belőle az egész USA-ban. A lemez érdekessége, hogy a Forever című számot John Stamos énekli; ez a szám eredetileg az 1970-es Sunflower albumon jelent meg.

## Az album dalai
1. Hot Fun in the Summertime (Sylvester Stewart)
2. Surfin (Mike Love/Brian Wilson)
3. Summer of Love (Mike Love/Terry Melcher)
4. Island Fever (Mike Love/Terry Melcher)
5. Still Surfin’ (Mike Love/Terry Melcher)
6. Slow Summer Dancin’ (One Summer Night) (Bruce Johnston/Danny Webb)
7. Strange Things Happen (Mike Love/Terry Melcher)
8. Remember (Walking in the Sand) (George Morton)
9. Lahaina Aloha (Mike Love/Terry Melcher)
10. Under the Boardwalk (Mike Love/Artie Resnick/Kenny Young)
11. Summer in Paradise (Craig Fall/Mike Love/Terry Melcher)
12. Forever (Gregg Jakobsen/Dennis Wilson)